# NATO-Gipfel

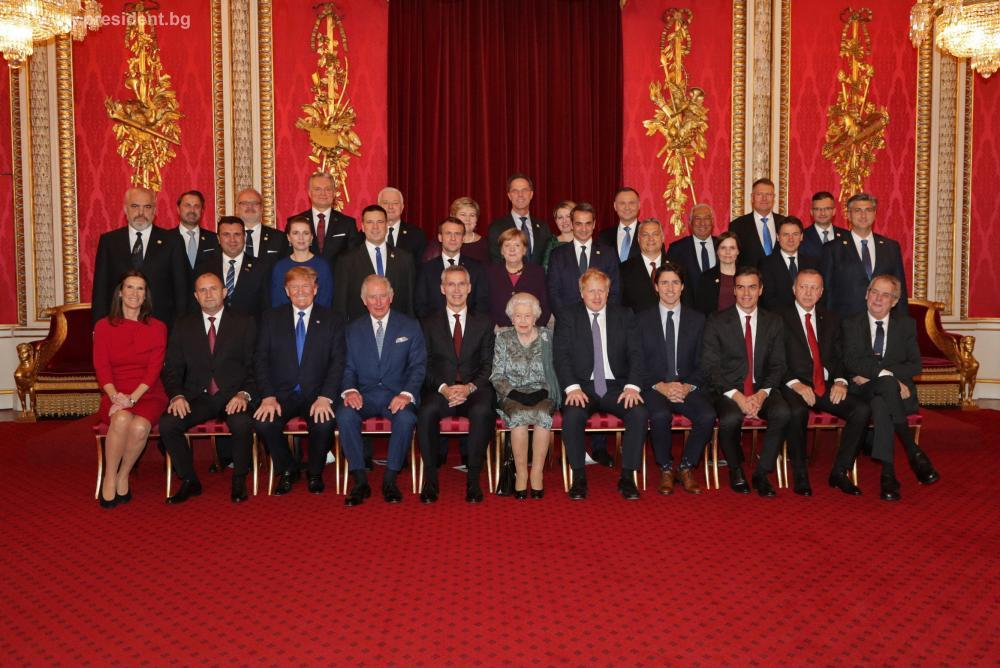
NATO-Gipfel in London 2019

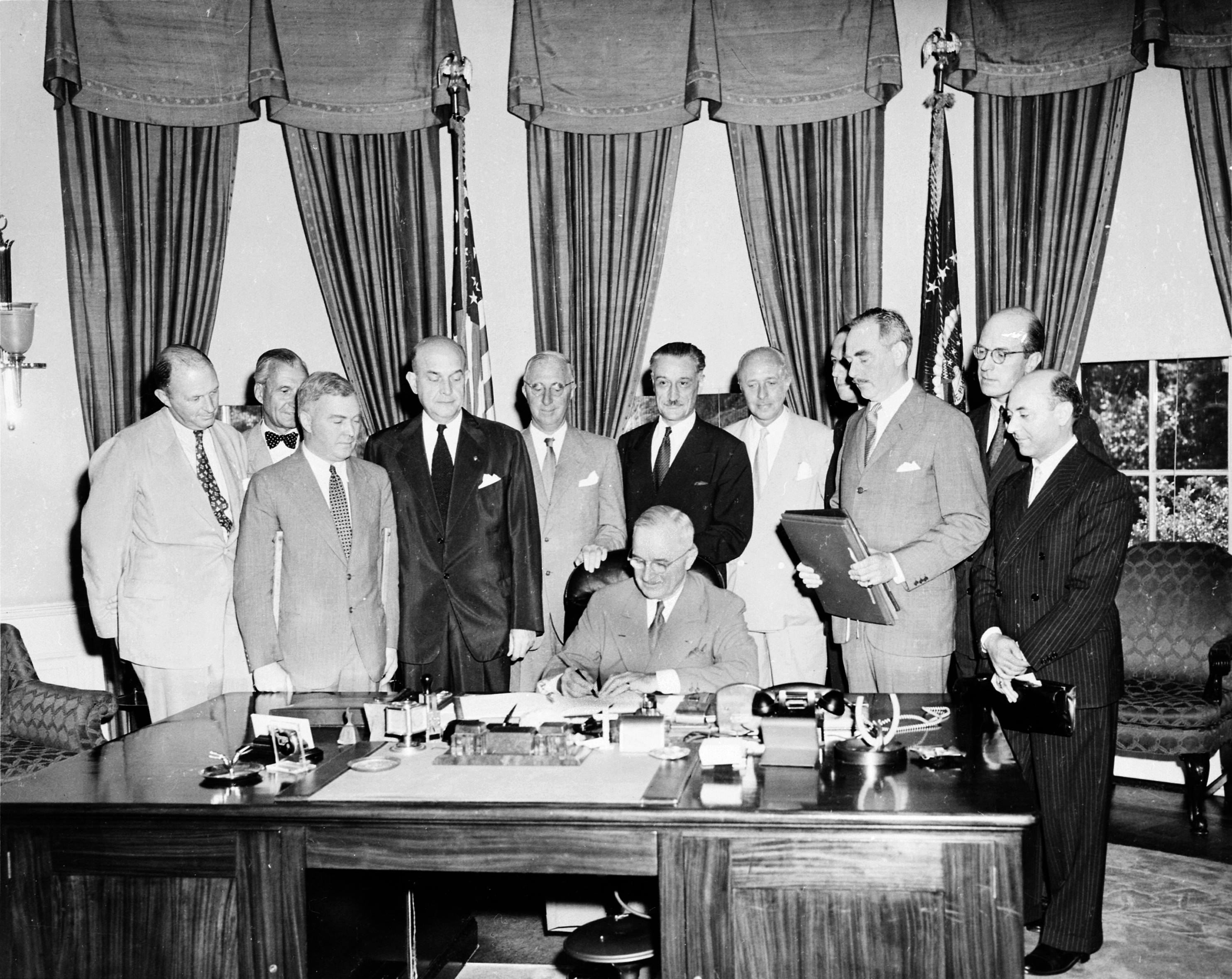
Der US-amerikanische Präsident Truman unterzeichnet den Nordatlantikvertrag – Zeremonie zur Vertragsunterzeichnung (Washington, D.C., 4. April 1949)

Ein NATO-Gipfel bzw. NATO-Gipfeltreffen (englisch NATO summit; französisch sommet de l’OTAN) ist ein regelmäßiges Treffen der Staats- und Regierungschefs der Organisation des Nordatlantikvertrags (NATO-Mitgliedstaaten), um die strategische Ausrichtung der Organisation zu bewerten und festzulegen sowie die Geschäftsordnung für die Wahl des neuen Generalsekretärs zu verabschieden. Ort und Zeitpunkt der Gipfeltreffen werden vom Nordatlantikrat festgelegt.

## Geschichte

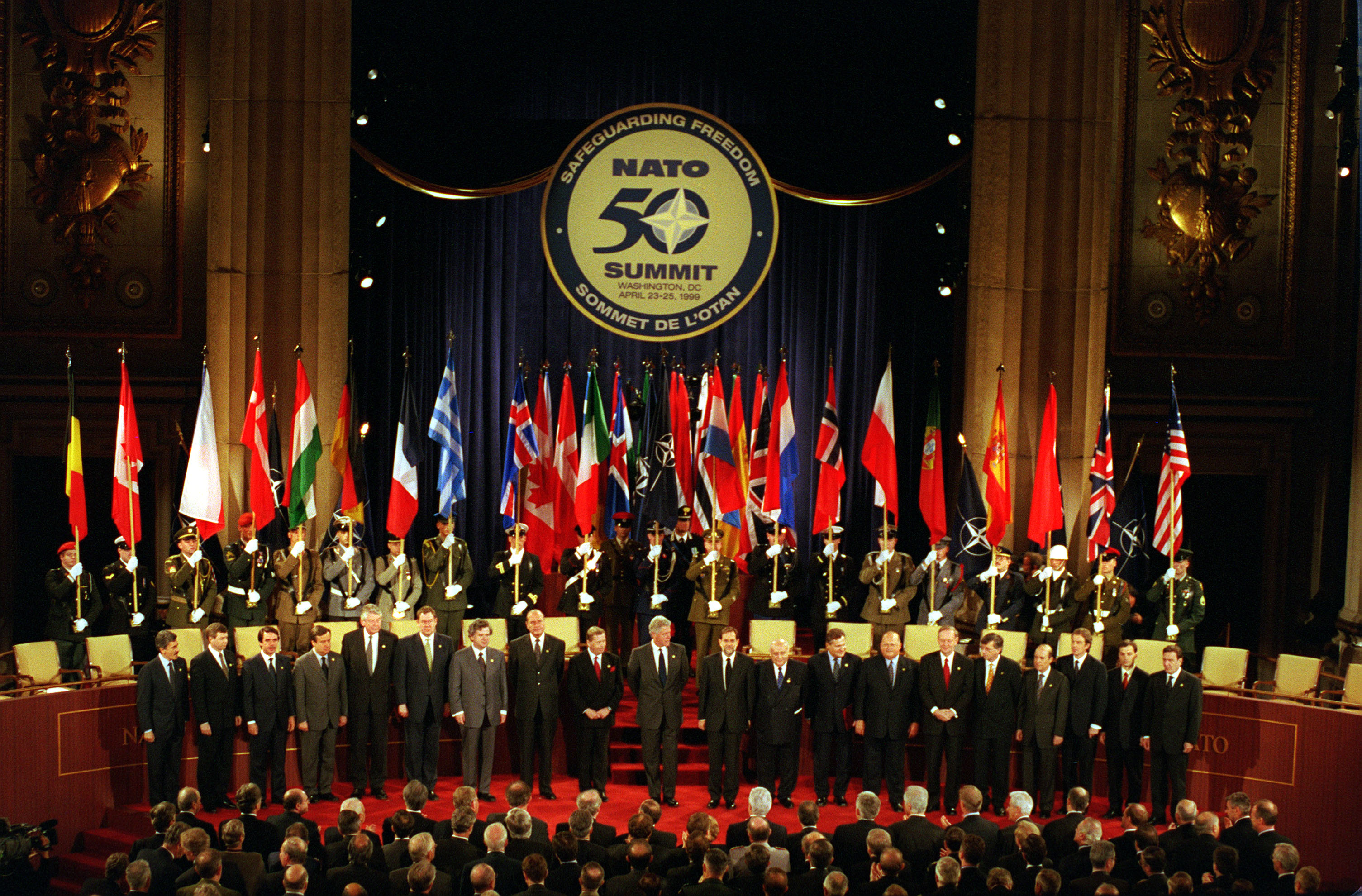
NATO-Gedenkgipfel in Washington, D.C. (April 1999)

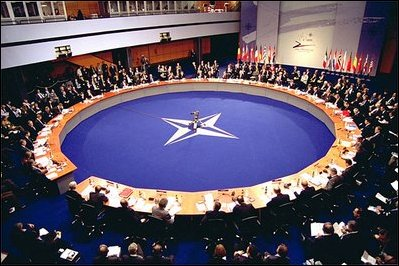
NATO-Gipfel in Prag (21./22. November 2002)

Der NATO-Gründungsgipfel fand am 17. September 1949 in der US-amerikanischen Hauptstadt Washington, D.C. statt.
Seit der Gründung der NATO 1949 haben mehr als dreißig NATO-Gipfel stattgefunden. Das letzte reguläre Gipfeltreffen war für den Sommer 2022 geplant, doch der Russische Überfall auf die Ukraine zwang das Bündnis, bereits am 25. Februar eine außerordentliche Sitzung abzuhalten. Im Anschluss an die Online-Konferenz wurde beschlossen, sofort die gesamte Schnelle Eingreiftruppe der NATO zu mobilisieren.
| Jahr | Datum            | Staat                  | Ort                 | leitender Gastgeber                               |
| ---- | ---------------- | ---------------------- | ------------------- | ------------------------------------------------- |
| 1957 | 16.–19. Dezember | Frankreich             | Paris               | Präsident René Coty                               |
| 1974 | 26. Juni         | Belgien                | Brüssel             | Premierminister Leo Tindemans                     |
| 1975 | 29.–30. Mai      | Belgien                | Brüssel             | Premierminister Leo Tindemans                     |
| 1977 | 10.–11. Mai      | Vereinigtes Königreich | London              | Premierminister James Callaghan                   |
| 1978 | 30.–31. Mai      | Vereinigte Staaten     | Washington, D.C.    | Präsident Jimmy Carter                            |
| 1982 | 10. Juni         | Deutschland            | Bonn                | Kanzler Helmut Schmidt                            |
| 1985 | 21. November     | Belgien                | Brüssel             | Premierminister Wilfried Martens                  |
| 1988 | 2.–3. März       | Belgien                | Brüssel             | Premierminister Wilfried Martens                  |
| 1989 | 29.–30. Mai      | Belgien                | Brüssel             | Premierminister Wilfried Martens                  |
| 1989 | 4. Dezember      | Belgien                | Brüssel             | Premierminister Wilfried Martens                  |
| 1990 | 5.–6. Juli       | Vereinigtes Königreich | London              | Premierministerin Margaret Thatcher               |
| 1991 | 7.–8. November   | Italien                | Rom                 | Premierminister Giulio Andreotti                  |
| 1994 | 10.–11. Januar   | Belgien                | Brüssel             | Premierminister Jean-Luc Dehaene                  |
| 1997 | 27. Mai          | Frankreich             | Paris               | Präsident Jacques Chirac                          |
| 1997 | 8.–9. Juli       | Spanien                | Madrid              | Premierminister José María Aznar                  |
| 1999 | 23.–25. April    | Vereinigte Staaten     | Washington, D.C.    | Präsident Bill Clinton                            |
| 2001 | 13. Juni         | Belgien                | Brüssel             | Generalsekretär George Robertson                  |
| 2002 | 28. Mai          | Italien                | Rom                 | Premierminister Silvio Berlusconi                 |
| 2002 | 21.–22. November | Tschechien             | Prag                | Premierminister Vladimír Špidla                   |
| 2004 | 28.–29. Juni     | Türkei                 | Istanbul            | Premierminister Recep Tayyip Erdoğan              |
| 2005 | 22. Februar      | Belgien                | Brüssel             | Premierminister Guy Verhofstadt                   |
| 2006 | 28.–29. November | Lettland               | Riga                | Premierminister Aigars Kalvītis                   |
| 2008 | 2.–4. April      | Rumänien               | Bukarest            | Präsident Traian Băsescu                          |
| 2009 | 2.–3. April      | Frankreich Deutschland | Straßburg Kehl      | Präsident Nicolas Sarkozy Kanzlerin Angela Merkel |
| 2010 | 19.–20. November | Portugal               | Lissabon            | Premierminister José Sócrates                     |
| 2012 | 20.–21. Mai      | Vereinigte Staaten     | Chicago             | Präsident Barack Obama                            |
| 2014 | 4.–5. September  | Vereinigtes Königreich | Newport und Cardiff | Premierminister David Cameron                     |
| 2016 | 8.–9. Juli       | Polen                  | Warschau            | Präsident Andrzej Duda                            |
| 2017 | 25. Mai          | Belgien                | Brüssel             | Premierminister Charles Michel                    |
| 2018 | 11.–12. Juli     | Belgien                | Brüssel             | Generalsekretär Jens Stoltenberg                  |
| 2019 | 3.–4. Dezember   | Vereinigtes Königreich | Watford             | Premierminister Boris Johnson                     |
| 2021 | 14. Juni         | Belgien                | Brüssel             | Generalsekretär Jens Stoltenberg                  |
| 2022 | 25. Februar      | virtueller Gipfel      | virtueller Gipfel   | Generalsekretär Jens Stoltenberg                  |
| 2022 | 24. März         | Belgien                | Brüssel             | Generalsekretär Jens Stoltenberg                  |
| 2022 | 28.–30. Juni     | Spanien                | Madrid              | Premierminister Pedro Sánchez                     |
| 2023 | 11.–12. Juli     | Litauen                | Vilnius             | Präsident Gitanas Nausėda                         |
| 2024 | 9.–11. Juli      | Vereinigte Staaten     | Washington, D.C.    | Präsident Joe Biden                               |
| 2025 | 24.–25. Juni     | Niederlande            | Den Haag            | Premierminister Dick Schoof                       |
| 2026 |                  | Türkei                 |                     |                                                   |
| 2027 |                  | Albanien               |                     |                                                   |